# Ялинівка (Олександрійський район)
Яли́нівка (раніше — Червоно-Венедиктівка) — село в Україні, у Попельнастівській сільській громаді Олександрійського району Кіровоградської області. Підпорядковане Червонокам'янській сільській раді. Населення становить 179 осіб.

## Населення
Згідно з переписом УРСР 1989 року чисельність наявного населення села становила 262 особи, з яких 109 чоловіків та 153 жінки.
За переписом населення України 2001 року в селі мешкало 280 осіб.

### Мова
Розподіл населення за рідною мовою за даними перепису 2001 року:
| Мова       | Відсоток |
| ---------- | -------- |
| українська | 96,38 %  |
| російська  | 3,62 %   |

## Особистості
В селі народився Захарченко Михайло Дмитрович (1910-1983) — Герой Радянського Союзу.